# Heide und Erich Wilts

Ehepaar Wilts auf der Freydis II (2009)

Erich Wilts (* 20. April 1942 in Lübeck; † 2. Dezember 2022 in Heidelberg) und Heide Wilts (* 18. Februar 1942 in Stuttgart, geborene Massar) waren ein deutsches Weltumseglerpaar, Autoren und Fotografen.

## Leben
Erich Wilts wuchs in Leer (Ostfriesland) als ältester von fünf Geschwistern auf. Nach dem Abitur 1962 am Ubbo-Emmius-Gymnasium Leer schloss er 1967 ein Studium der Betriebswirtschaft in Hamburg 1967 als Diplom-Kaufmann ab. Bis 1990 war er in der freien Wirtschaft als Unternehmer und Geschäftsführer tätig, zuletzt als Sprecher der Geschäftsführung einer Farbengroßhandels-Kooperation in Düsseldorf.
Erste Segelerfahrungen sammelte er als Schüler mit der eigenen gaffelgetakelten Holzjolle auf der Ems. Seit 1962 war er Crewmitglied auf den motorlosen Segelyachten des 1903 von Albert Ballin gegründeten Hamburgischen Vereins Seefahrt, unter anderen der Ortac, und nahm auf ihr 1965 am Admiral’s Cup teil. 1968 war er als 1. Wachoffizier und Navigator auf der SY Ylva 33 Tage Nonstop zu Ozeanwetterschiffen auf dem Nordatlantik, 1969 erfolgte in gleicher Funktion seine erste Atlantiküberquerung von Antigua nach Gibraltar auf der SY Anjaro.
Heide Wilts wurde in Stuttgart geboren, hat eine Schwester und verbrachte vier Jahre zwischen 1950 und 1954 in Kolumbien, wo sie Spanisch lernte. 1961 legte sie in Würzburg das Abitur ab und begann ein Medizinstudium, das sie nach Kiel, Wien, München und Erlangen führte. In Erlangen promovierte sie 1969 über die Blasenerkrankung Ulcus simplex.
Sie arbeitete zuletzt als Oberärztin in einer Schwerpunktklinik in Norddeutschland und in einer Radiologischen Praxis in Düsseldorf, bis das Ehepaar 1990 nach einigen gemeinsamen großen Segelreisen beschloss, fortan nur noch zu segeln.
Heide und Erich Wilts lernten sich 1969 auf den ostfriesischen Inseln kennen. Gemeinsam segelten sie zunächst im Finn-Dinghy, später mit der Windy auf dem Ostfriesischen Wattenmeer und an der Costa Brava.
Am 30. April 1990 beendeten sie beide ihre bürgerlichen Berufe, um sich ganz dem Segeln zu widmen. Dadurch wurde Erich gezwungen, die elterliche Firma zu verlassen und musste notariell gegen eine Abfindungszahlung auf das Wilts-seitige Erbe und Pflichtteil verzichten.

## Gemeinsame Segelreisen
Mit ihren Yachten Freydis I, Freydis II und Freydis III, unternahmen Heide und Erich Wilts ab 1975 Reisen in der Ostsee, Nordsee und dem Europäischen Nordmeer und einige auch international vielbeachtete und mit Preisen gewürdigte Reisen in die hohen nördlichen und südlichen Breiten. Sie segelten zu den einsamsten und entlegensten Flecken der Erde, vorzugsweise in den hohen Breiten der nördlichen und südlichen Hemisphäre. Die Reisen dokumentierten sie in Büchern, Fotos, Filmen und Vorträgen. Auf zahlreichen Etappen wurden sie dabei von weiteren Seglern als Crew begleitet. Hierbei fungierten sie auch als Veranstalter von Expeditionsreisen.
Ihre Kielschwert-Yachten Freydis I, Freydis II und Freydis III aus Stahl oder Aluminium, mit denen sie nacheinander unterwegs waren und noch sind, haben sie selbst ausgebaut. Sie wurden nach ihren Vorgaben vom Konstrukteur Kurt Reinke für die besonders hohen Anforderungen konzipiert, die extreme Reviere in Bezug auf Hochseetüchtigkeit und Küstentauglichkeit an eine Fahrten-Segelyacht stellen.
Das YACHT-Magazin nannte sie „Deutschlands befahrenste Hochsee-Segler“, da in ihrem Kielwasser über 300.000 Seemeilen liegen. Eine Zusammenstellung ist hier:  Dazu gehören 20 Ozeanüberquerungen, 13 Umsegelungen um Kap Hoorn sowie die 6 Fahrten in die Arktis und Antarktis. Als 114. Yacht (nach Roald Amundsen mit der Gjoa von 1903–1906) gelang ihnen 2017 die Durchquerung der Nordwestpassage.
Bedingt durch die hohen Breiten, in denen sie vorzugsweise segelten, haben Heide und Erich Wilts ungewöhnlich viele Stürme, sowohl auf hoher See als auch in Küstengewässern, abgewettert. Über ihre Erfahrungen und Erkenntnisse berichten sie immer wieder in Büchern, Fachzeitschriften und Vorträgen. Die beiden gelten mit ihrer Erfahrung aus über 160, zum Teil schweren Stürmen, als ausgewiesene Schwerwetter-Experten.

## Erstleistungen und besondere Reisen
Der erste Vorstoß einer deutschen Segelyacht in die Antarktis erfolgte 1981/82. Für 11 Monate unterbrachen die Wilts ihren Beruf und segelten als erste deutsche Yachtsegler (und als 5. Yacht überhaupt) in die Antarktis – große Strecken zu zweit und abschnittsweise mit wechselnden Crews. Auf dieser Reise umrundeten sie auch Kap Hoorn, Heide Wilts als erste deutsche Yacht-Seglerin überhaupt. Für diese Reise wurden sie mit dem Trans-Ocean-Preis ausgezeichnet.
1986 drangen sie als erste deutsche Yachtsegler in den größten Fjord der Erde, den Kangertittivaq an der Ostküste Grönlands vor (während ihres Jahresurlaub auf einem 5000 Meilen Törn von Neufundland nach Grönland, Jan Mayen, Spitzbergen und Tromsø).
1988/1989 segelte die Freydis mit Gastskippern rund um Afrika, und Ehepaar Wilts segelte lediglich die Etappe von den Seychellen bis zu den Komoren.

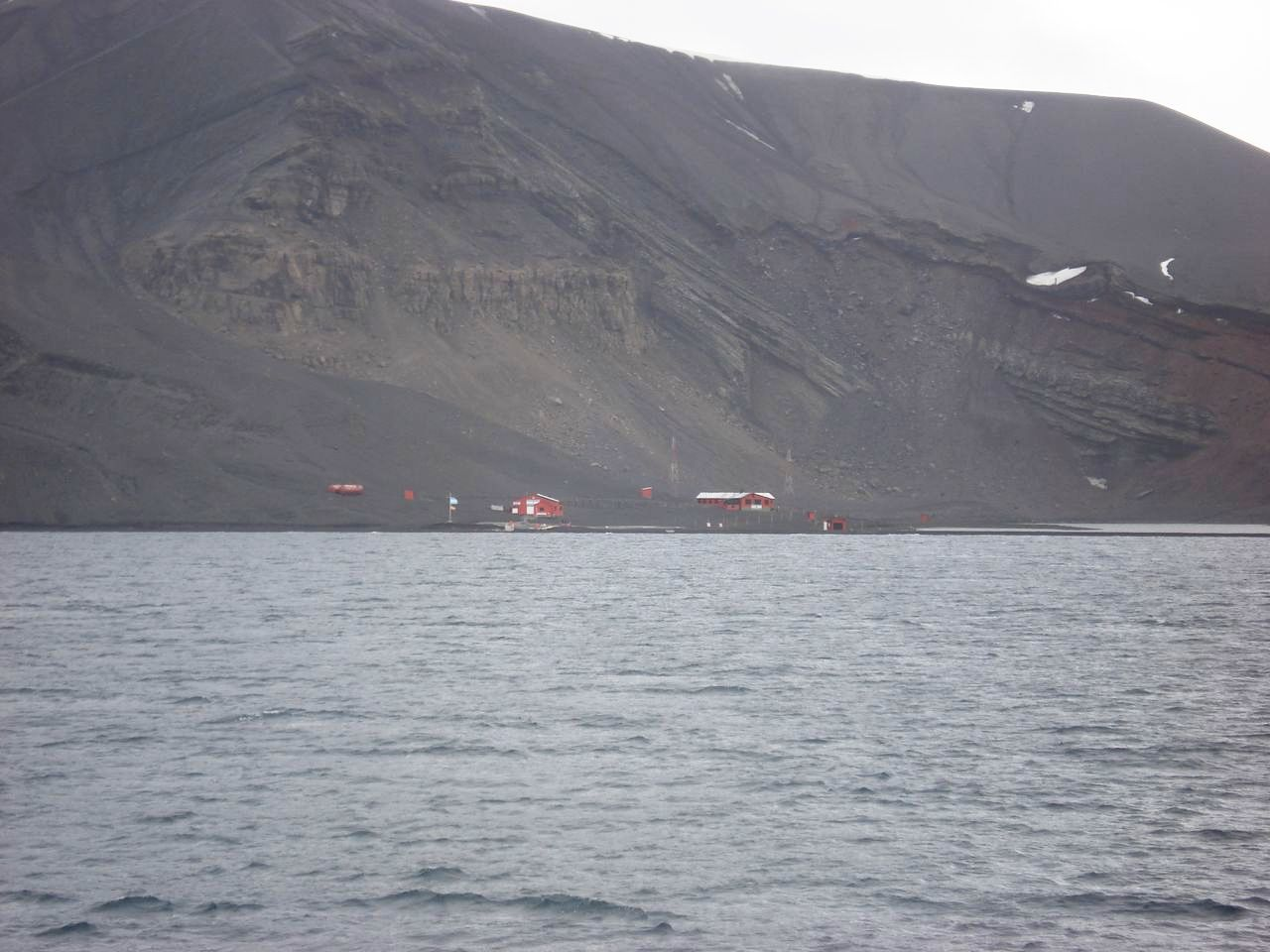
Das Überwinterungsquartier 1991: Die Argentinische Forschungsstation

Die erste – und bis heute einzige – Überwinterung einer deutschen Segelyacht in der Antarktis war ihr Aufenthalt im Kratersee der Vulkaninsel Deception von März bis Dezember 1991. Diese Überwinterung wurde dadurch erschwert, dass die Freydis nach drei Monaten in einem Winterorkan strandete, leckschlug und mit Seewasser und Eis volllief. Die Wilts überlebten in einer Nothütte und reparierten die havarierte Yacht in den Folgemonaten provisorisch und segelten anschließend nach Puerto Williams am Beagle-Kanal zurück, wo sie die Instandsetzungsarbeiten mit Feuerland-Indianern in sechs Monaten zu Ende führten.
Als zweite Yacht weltweit bis heute gelang ihnen eine Antarktisumsegelung in sieben Jahren (von 1992 bis 1998) in Verbindung mit dem Besuch der meisten Inseln und Archipele an ihrer Peripherie und einem Abstecher zum Rossmeer (nach dem gescheiterten Versuch von David Henry Lewis 1972–74 mit Icebird und der geglückten Umrundung von Gerry Clark 1983–86 mit Totorore). Die Wilts sind bis heute die einzigen Segler, die alle zu Neuseeland und Australien gehörenden subantarktischen Inseln angelaufen sind – einschl. Heard Island und der Scott-Insel im Eingang zum Rossmeer und die zwei hochaktive Vulkaninseln der Südsandwichgruppe (Candlemas und Zavodovski) besteigen konnten.
Direkt im Anschluss ab 1998 segelten sie unter anderem über Puerto Montt, die Robinson Crusoe-Insel, die Marquesas, Palmerston, Niue und die Fidschis zunächst nach Noumea auf Neukaledonien.
1998/99 starteten sie mit ihrer FREYDIS II im Südwinter vom Kap Hoorn zu einer achtzehnmonatigen Reise in westliche Richtung nach Australien. Ziel dieser Reise war eine viermonatige Expedition und Forschungsreise mit drei Teams des Magazins GEO zu den entlegensten Plätzen Melanesiens. Die FREYDIS war mit ihrem aufholbaren Schwenkkiel und der 20 mm Stahlbodenplatte das ideale Basisschiff in den wenig oder gar nicht kartografierten Korallengewässern von Vanuatu, den Salomonen und Papua-Neuguinea. Es war lt. GEO „...die aufwändigste Expedition seiner Geschichte...“ . In Melanesien führten Exkursionen in teilweise nicht kartografierten Gewässern und Korallenriffen zu archäologischen Stätten und zu fern jeder Zivilisation lebenden Volksstämmen. Es kam zu gefährlichen Situationen für die Journalisten und Wilts durch bedrohliche Vulkaneruptionen und in Bürger- und Stammeskriegen.
Von 2000 bis 2002 segelten sie über Australien durch den Indischen Ozean rund Südafrika durch den Atlantik zurück nach Leer.
2006 bis 2008 waren sie in Alaska und dem Beringmeer bis Kotzebue/Tschuktschensee unterwegs.
Mit der nach der Katastrophe von Fukushima neu gebauten Yacht Freydis III aus einem seit Jahren vorhandenen Aluminiumrumpf, einem angepassten Riss einer Reinke 16M mit Schwenkkiel. segelten sie von Kodiak/Alaska durch die Nordwestpassage nach Grönland.
2018 rundeten sie Grönland vom westlichen Polarkreis um die Südspitze herum zum östlichen Polarkreis nördlich von Tasiilaq.
2019 kam die Yacht nach Leer zurück.

## Tiefschläge
- Zu Beginn ihrer Sommerreise „England Rund“ 1984 bricht der Mast nach Kollision mit der Klappbrücke der Seeschleuse Leer. Die gesamte Crew hilft bei der Bergung und Reparatur und nach 24 Stunden kann die Reise mit dem geschäfteten Mast und komplett erneuerter Mastelektrik und -elektronik fortgesetzt werden.[37]
- 1. November 1990: Im Maschinenraum der Freydis II in Mar del Plata bricht bei laufendem Generator nach einem Kurzschluss in der Elektrik ein Brand aus. Das vom Diesel-Tagestank gespeiste Feuer greift auf Achterkammer, Navigation, Messe und Deckshaus über und vernichtet u. a. den Diesel-Generator, die Bordelektrik und die gesamte Elektronik. Das Feuer kann von der örtlichen Feuerwehr letztlich nur unter Einsatz von Tonnen von Seewasser gelöscht werden. Die anreisende Crew bringt Ersatzteile aus Deutschland mit. Nach fünf Tagen ist der Großteil der Schäden (z. T. provisorisch) behoben und am 7. November wird die Fahrt zum Kap Hoorn fortgesetzt[38]
- Gegen Ende der siebenjährigen Antarktisumrundung: Schwere Havarie am 12. Februar bis 14. Februar 1998 in Lee von Diego Ramirez, einer Inselgruppe südlich vom Kap Hoorn in der Drake-Passage: im Sturm verheddert sich eine schwimmende Festmachertrosse aus Polyprop im Kelp und gerät beim Rückwärts-Manöver in die Schraube, worauf die Welle blockiert. Der meterhohe Schwell wirft die Freydis auf die Felsen, die Ruderwelle verbiegt und führt zu einer Ruderblockade; zusätzliche Schäden am Rumpf, Bruch des Schwertfalls, Schaden am Wellenlager, kein Rückwärtsgang mehr. In einer sechsstündigen „Notoperation“; trennt die Mannschaft mit der Flex ein Stück vom Ruder unter Wasser ab; nach ausführlicher Diskussion und Abstimmung in der Crew setzt die Freydis ihre 9-wöchige Reise in die Antarktis, wie ursprünglich geplant, fort – allerdings mit den Handicaps, dass der Rückwärtsgang nicht benutzt und das Schwert nicht hochgeholt werden kann, weil das gerissene Schwertfall nicht ausgewechselt werden kann.[39]
- Die Überwinterung 2011 in der Marina von Iwaki (Japan) hatte die Freydis II nicht überstanden. Der Tsunami am 11. März 2011 zerstörte die Marina völlig.[40][41] Die Freydis II war zunächst verschollen, wurde aber später 4 km nordöstlich auf den Felsen beschädigt und vollgelaufen entdeckt.[42][43][44] Eine Bergung wurde von Erich Wilts auf Grund der hohen Strahlenschäden durch die Kernschmelze von Fukushima nach Prüfung vor Ort verworfen. Es konnten nur wenige Ausrüstungsgegenstände geborgen werden.

## Auszeichnungen (Auswahl)
- Schlimbach-Preis (1982)
- Trans-Ocean-Preis (1981 und 2002)[45]
- Goldener Kompass (1996)

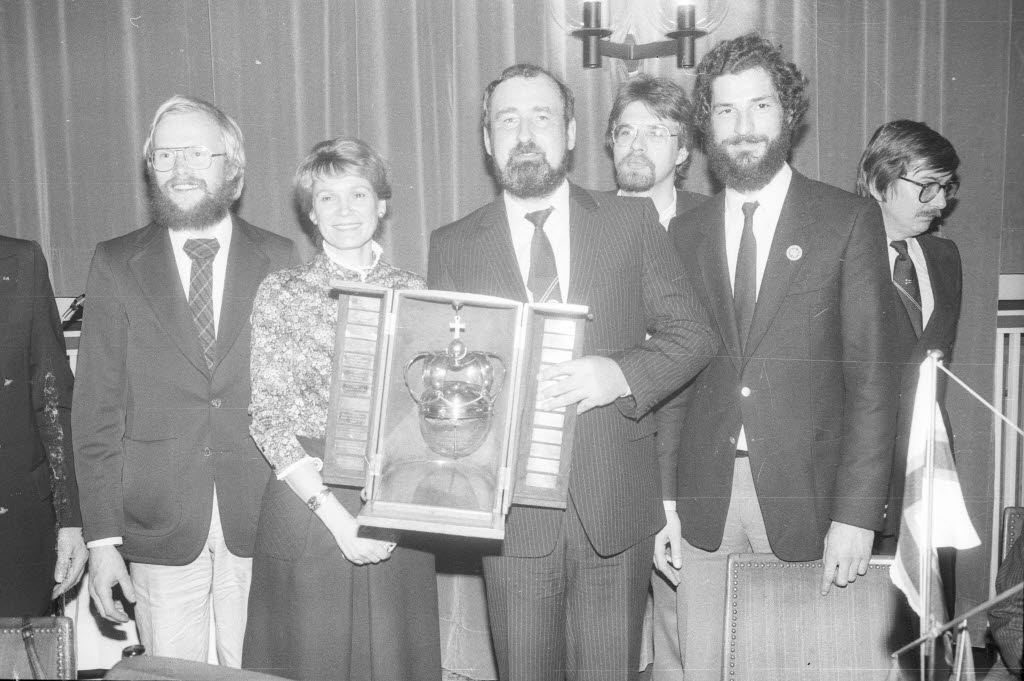
Verleihung des Ludwig-Schlimbach-Preises 1982 an Heide Wilts-Massar (2.v.l.) und Erich Wilts (3.v.l.).

- Trans-Ocean-Medaille (1981 und 2017)
- Weltumsegler-Preis (2002 und 2019)
- Ehren Award der Zeitschrift SEGELN (2012) „für ihr Lebenswerk“[46]
- Heide und Erich Wilts sind Ehrenmitglieder des Yacht Club Austria. In der Begründung hieß es: „Sie schrieben mit ihren Abenteuern und Törns auf der Freydis Segelgeschichte“[47]
- Von 1975 bis 1986 Teilnahme am Fahrten-Wettbewerb der Kreuzerabteilung des Deutschen Segler-Verbandes. Ausgezeichnet mit zehn Plaketten der Kreuzerabteilung des Deutschen Segler-Verbandes, die erste und die letzten sechs hiervon in Gold.
- Heide Wilts wurde 1996 mit dem Förderpreis der Kreuzerabteilung des Deutschen Segler-Verbandes für ihr Buch Auf der Route der Albatrosse als Bestes Segelsportbuch des Jahres ausgezeichnet.
- Erich Wilts war ein Fotograf, dessen Bilder unter anderem in GEO, Stern, Life, Times, Le Figaro[48], Terres Sauvages[49], No Limits und anderen Segelzeitschriften des In- und Auslandes erschienen. Er wurde mit dem internationalen Fotopreis Marian Skubin/No Limits Award ausgezeichnet.[50]

## Werke

### Reisebücher
Die Reisen sind in zahlreichen von Heide Wilts geschriebenen und von Erich Wilts mit Fotografien illustrierten Büchern dokumentiert, die zum Teil in mehreren Auflagen erschienen sind:
- 1984: Weit im Norden liegt Kap Hoorn. Mit der „Freydis“ in die Arktis. Bielefeld: Delius Klasing. ISBN 978-3-7688-0462-2
- 1988: Wo Berge segeln. Mit der „Freydis“ in die Arktis. Bielefeld: Delius Klasing. ISBN 978-3-7688-0605-3
- 1992: Gestrandet in der Weißen Hölle. Bielefeld: Delius Klasing. ISBN 978-3-7688-0767-8
- 1994: Sternstunden auf allen Ozeanen. Bielefeld: Delius Klasing. ISBN 978-3-7688-0863-7
- 1996: Auf der Route der Albatrosse. Bielefeld: Delius Klasing. ISBN 978-3-7688-0927-6
- 1997: Segelziele voller Wunder. Mit der „Freydis“ zu den einsamsten Inseln der Welt. Bielefeld: Delius Klasing. ISBN 978-3-7688-1019-7
- 1999: Segelabenteuer im Südpazifik : mit Freydis rund Neuseeland und ins Rossmeer. Bielefeld: Delius Klasing. ISBN 978-3-7688-1143-9
- 2000: Segeln ans Ende der Welt. Mit der Freydis ins Südpolarmeer. Bielefeld: Delius Klasing. ISBN 978-3-7688-1220-7
- 2002: Inseln voller Magie: Segeln zwischen Südsee und Antarktis. Bielefeld: Delius Klasing. ISBN 978-3-7688-1383-9
- 2003: Wilder Stiller Ozean. Die Freydis vollendet ihre Antarktis-Umrundung. Bielefeld: Delius Klasing. ISBN 978-3-7688-1479-9
- 2008: Inseln jenseits der Zeit. Mit der FREYDIS durch Melanesien. Bielefeld: Delius Klasing. ISBN 978-3-7688-2499-6
- 2013: Alaska – Japan. Die letzte Reise der Freydis II. Norden: Ostfriesland Verlag – SKN. ISBN 978-3-939870-02-9
- 2018: K.O. – und nochmal gepackt! Mit neuem Boot zu neuen Ufern. Norden: Ostfriesland Verlag – SKN. ISBN 978-3-944841-47-2
- 2019: Eskapade. Von Japan durch die Nordwestpassage. Elmshorn: Parimare Verlag. ISBN 978-3-947244-07-2
- 2020: Im Sturm. Segeln im Extremwetter, Husum: Ihleo, ISBN 978-3-96666-017-4

### Weitere Veröffentlichungen
- Video: Eisiges Abenteuer – 80° Nord. Delius Klasing, Bielefeld 1988

### Vorträge
Es finden jährlich etliche Vorträge über die letzten Reisen an verschiedenen Orten statt.